# Nuevo Sudán

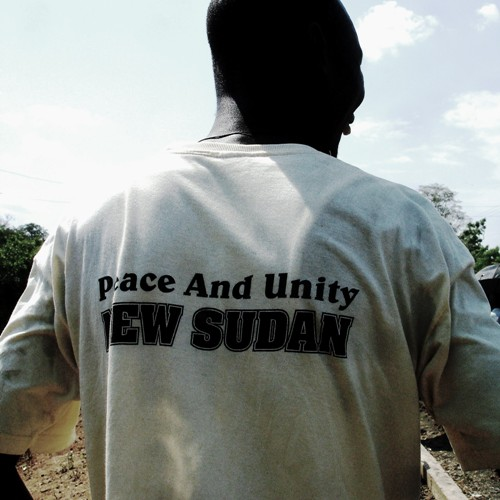
Un partidario de Sudán del Sur del "Nuevo Sudán" de Garang en 2008.

Nuevo Sudán es un concepto para la reestructuración del estado sudanés , que fue propuesto por el Ejército/ Movimiento de Liberación del Pueblo de Sudán durante la Segunda Guerra Civil de Sudán. El manifiesto original del SPLA/M esbozaba el 'Nuevo Sudán' como una propuesta de estado sudanés unido y laico. La visión del 'Nuevo Sudán' fue desarrollada por el Dr. John Garang, quien abogó por el 'Nuevo Sudán' como un estado democrático y pluralista.
La Convención Nacional de Nuevo Sudán de 1994 (organizada por SPLA/M) redefinió 'Nuevo Sudán' como un sistema de gobierno para las regiones bajo el control de SPLA/M.  Después de la muerte de John Garang en 2005 y la independencia de Sudán del Sur en 2011, el discurso de Nuevo Sudán se convirtió en una característica menos prominente en la política sudanesa.